# Nado con delfines

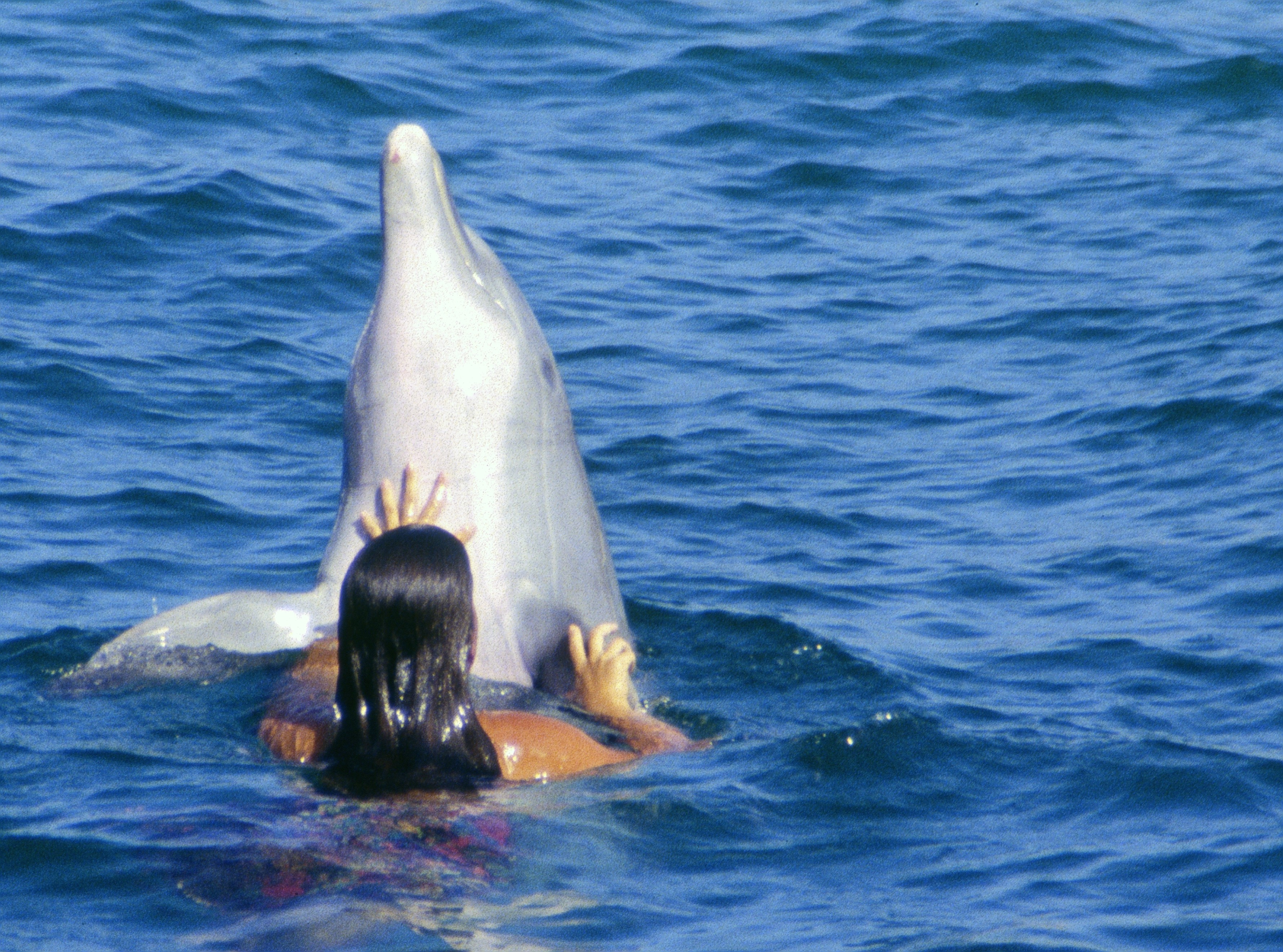
Niña nadando con delfín mular, también conocido como delfín nariz de botella (Tursiops truncatus) en Hawai.

El nado con delfines, principalmente  el delfín mular, es una actividad recreativa dentro de las piscinas de zoológicos y acuarios. Si bien hay controversias respecto a esta actividad, los delfinarios alrededor del mundo han proliferado en los últimos años.
Como tratamiento, no existe base científica que ampare la utilidad de este tipo de actividades para el tratamiento de patologías o cualquier tipo de discapacidad intelectual o enfermedad mental. El riesgo asociado a la interacción de humanos con delfines incluye heridas en las personas y estrés, heridas y muerte en delfines.

## Escenarios y tipos de programas
Hay dos tipos de ambientes donde se lleva a cabo el nado: en estanques y en espacios naturales delimitados. Los estanques son piscinas muy grandes. Los espacios naturales delimitados son zonas adyacentes al mar y comparten el agua y el fondo marino.
Existen distintos programas de actividades con delfines, variando entre los distintos delfinarios. Hay programas especializados para niños, que se realizan en plataformas donde no es necesario nadar.
Algunos países donde se puede nadar con delfines son: México, Estados Unidos, Jamaica, Islas del Caribe, Australia, Irlanda, Nueva Zelanda, Israel y República Dominicana.

## Controversia
Este tipo de actividades, implica el mantenimiento en cautiverio de los animales. Los delfines que son capturados y mantenidos en cautiverio viven menos que los que se mantienen en vida silvestre.
La investigación de Lori Marino asegura que mantener a los delfines en cautiverio puede traumatizarlos. «Los delfines son seres sofisticados, altamente inteligentes y conscientes de sí mismos que tienen personalidades individuales, autonomía y una vida interior. Son enormemente vulnerables al sufrimiento y al trauma psicológico.»
Otros grupos que se oponen a esta actividad aseguran que algunas atracciones no están reguladas y que mantienen a los animales en condiciones no adecuadas, sobreexplotando algunos ejemplares, manteniéndolos en piscinas pequeñas, mal alimentados e inclusive padeciendo enfermedades y hambre. Algunas instalaciones también poseen especies de aguas profundas viviendo en agua superficial e incluso ejemplares capturados en su hábitat natural, lo que les provoca un trauma que puede resultar mortal debido al estrés, que puede también provocarles úlceras
Los delfines en cautiverio han presentado comportamientos agresivos y de agitación, lo que puede provocarle a los nadadores lesiones físicas que incluyen laceraciones, mordidas, huesos rotos y trauma.